# Calophyllum chapelieri
Calophyllum chapelieri là một loài thực vật có hoa thuộc họ Clusiaceae.
Loài này chỉ có ở Madagascar.